# 南屏路 (高雄市)
南屏路（Nanping Rd.）為北高雄市的中等重要幹道，北起東門路25巷，南抵大順一路，著名的瑞豐夜市也在路上。是左營區來往鼓山區凹子底的南北向重要道路。

## 行經行政區域
（由北至南）
- 左營區
- 鼓山區

## 沿線設施
（由北至南）
- 高雄市左營區勝利國民小學
- 裕誠幼稚園
- 三民家商
- 瑞豐夜市
- 高雄市立明華國民中學
- 台灣高等法院高雄分院
  - 高雄高分院郵局（高等法院高雄分院內）
- 凹仔底森林公園
- 高雄市鼓山區龍華國民小學

## 公車資訊
- 南台灣客運
  - 3 高鐵左營站－捷運巨蛋站－市立美術館
  - 16 高鐵左營站－捷運巨蛋站－高雄應用科技大學
  - 紅32 捷運凹子底站－市立美術館－大榮高中
- 漢程客運
  - 紅35 捷運凹子底站－金獅湖站

## 公共自行車
- 高雄市公共自行車租賃系統：
  - 勝利國小(南屏路側)：南屏路1號(前人行道)
  - 華夏南屏路(路口四處)：華夏路/南屏路(路口四處)
  - 三民家商(南屏路側)：南屏路408號(對側人行道)
  - 明華國中(南屏路)：南屏路575號(南側人行道)
  - 南屏神農路口：南屏路/神農路(東北側)
  - 南屏大順路口：南屏路/大順一路口(西北側)